# Notre idylle
 (mars 2021).
 (juin 2020).
Si vous disposez d'ouvrages ou d'articles de référence ou si vous connaissez des sites web de qualité traitant du thème abordé ici, merci de compléter l'article en donnant les références utiles à sa vérifiabilité et en les liant à la section « Notes et références ».
Singles de Jenifer
Aujourd'hui
(2018) Encore et encore
(2018)
Notre idylle est une chanson de Jenifer extraite de son huitième album studio sorti le 26 octobre 2018. Le morceau sort en tant que premier single de l'album le 29 août 2018 via TF1 Musique. Le titre est écrit et composé par Corson et Boban Apostolov. Il se classe à la 7e place du classement des singles en France.

## Genèse
Le 20 août 2018, Jenifer publie un premier teaser du lead single de l'album intitulé Notre idylle et dévoile également un bout des paroles du refrain et les premières images d'un clip tourné dans le plus grand des secrets à Séoul, en Corée du Sud. Le 28 août 2018, Jenifer dévoile la pochette du single. Le 29 août 2018, Jenifer dévoile le premier single de Nouvelle Page, Notre idylle de Corson et Boban Apostolov, ainsi que son clip. Elle dévoile également le matin même sur NRJ une nouvelle chanson inédite intitulée Respire.

## Promotion
La promotion pour Nouvelle Page commença avec l'annonce de Notre idylle comme étant le lead single de l'album. Jenifer a tout d'abord dès le matin du 29 août 2018 accordé une interview à la radio NRJ. L'occasion pour elle de réinterpréter en live certains de ses tubes comme Au soleil ou Je danse et de proposer une reprise acoustique de Superstition de Stevie Wonder. Elle offre également ce matin-là à NRJ l'exclusivité d'un titre inédit de Nouvelle Page intitulé Respire. Elle donne par la suite de nombreuses interviews radios. Elle est également présente dans de nombreuses playlists sur Spotify, Apple Music ou encore Deezer. Notre idylle entre 7e au Top Singles France et restera 21 semaines classé. Il s'agit du 10e TOP10 Single de sa carrière. Jenifer la performe en live pour la première fois au NRJ Music Tour de Maubeuge accompagnée de ses musiciennes. Elle nous offre par la suite des performances énergique du titre notamment au M6 Music Live et au NRJ Music Awards 2018 où elle sera nommée dans la catégorie « Artiste féminine francophone de l'année ».

## Accueil
Le titre se classe numéro 1 sur iTunes France le jour de sa sortie.
Il se classe à la 7e place du classement des singles en France et reste classé 21 semaines.
En Belgique, le titre atteint la 13e du classement des singles et reste classé 15 semaines.

## Classement hebdomadaire
| Classement (2018) | Position |
| ----------------- | -------- |
| Belgique          | 13       |
| France            | 7        |